# Самір
Самі́р (каз. Сәмір) — село у складі Костанайського району Костанайської області Казахстану. Входить до складу Жамбильського сільського округу.
Населення — 125 осіб (2021; 188 у 2009, 256 у 1999, 279 у 1989).